# 龍門鄉 (鄰水縣)
龍門鄉，是四川省鄰水縣下轄的一個鄉鎮級行政單位。

## 沿革[1]
- 1953年9月4日，第八區(豐禾區)公所從復盛鄉划出一部分，增建龍門鄉人民政府。1956年1月16日，龍門鄉併入復盛鄉，龍門鄉人民政府撤銷。